# أندرياس ويبر
أندرياس ويبر (بالألمانية: Andreas Weber) (و. 1718 – 1781 م) هو مؤلِّف، وعالم عقيدة، وأستاذ جامعي، وكاتب، ولد في أيسلبن، توفي في كيل، عن عمر يناهز 63 عاماً.

## مناصب وهيئات
أدار جامعة كيل، وجامعة هاله.